# Lucy Hay
Lucy Hay, condesa de Carlisle, de soltera Percy, (1599-5 de noviembre de 1660) fue una cortesana inglesa conocida por su belleza e ingenio. Estuvo involucrada en muchas intrigas políticas durante la Guerra Civil Inglesa.

## Vida
Fue la segunda hija de Henry, Conde de Northumberland (el famoso "Conde Mago") y su esposa Lady Dorothy Devereux . En 1617, se convirtió en la segunda esposa de James Hay, primer conde de Carlisle. Varios poetas contemporáneos se inspiraron en ella, incluidos Thomas Carew, William Cartwright, Robert Herrick y Sir John Suckling, y fue celebrada en prosa por Sir Toby Matthew.
En 1626, fue nombrada dama de la alcoba de Henrietta Maria, reina de Inglaterra. Pronto se convirtió en un favorito de la reina, y participó en dos de sus famosas masque jugadas. 

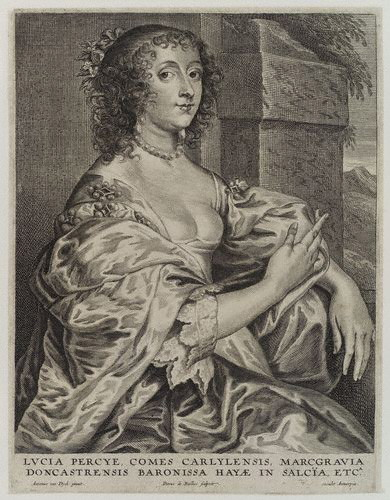
Lucy Carlisle, grabado de Pieter de Bailliu el Joven

Era una figura destacada en la corte del rey Carlos I. Un escándalo contemporáneo la convirtió sucesivamente en la amante de Thomas Wentworth, primer conde de Strafford, y de John Pym, su oponente parlamentario. Strafford la valoraba mucho, pero después de su muerte en 1641, se dedicó a Pym y a los intereses de los líderes parlamentarios, a quienes comunicó los planes y planes más secretos del rey.
Su mayor logro fue la oportuna revelación a su primo Robert Devereux, tercer conde de Essex, sobre el arresto previsto por el rey de los cinco miembros del Parlamento largo en 1642, lo que permitió que Essex y los demás escaparan. Sin embargo, parece haber servido a ambas partes simultáneamente, traicionando las comunicaciones de ambas partes y haciendo un daño considerable al inflamar las animosidades políticas.
En 1647, se unió a los intereses del partido presbiteriano moderado, que se reunió en su casa, y en la Segunda Guerra Civil mostró un gran celo y actividad en la causa real, empeñando su collar de perlas por £ 1500 para recaudar dinero para las tropas de Lord Holland, estableciendo comunicaciones con el príncipe Carlos durante su bloqueo del Támesis y convirtiéndose en intermediaria entre las dispersas bandas de realistas y la reina. Como resultado, se ordenó su arresto el 21 de marzo de 1649, y fue encarcelada en la Torre de Londres, donde mantuvo una correspondencia en código con el rey a través de su hermano, Lord Percy, hasta que Carlos fue a Escocia.
Fue puesta en libertad bajo fianza el 25 de septiembre de 1650, pero parece que nunca recuperó su antigua influencia en los consejos realistas y murió poco después de la Restauración.

## En literatura
François de La Rochefoucauld mencionó en sus Memorias una anécdota que le contó Marie de Rohan, en la que Lucy Hay robó unos pendientes de diamantes (un regalo del rey de Francia a Ana de Austria) que la reina le había dado a George Villiers, primer duque de Buckingham del duque como venganza porque la había amado antes de amar a la reina de Francia. Alexandre Dumas usó más tarde toda esta historia y, probablemente basó a Milady de Winter en Lucy Carlisle en su novela de 1844 Los tres mosqueteros.
Ella fue el tema del poema subido de tono de Sir John Suckling Sobre el paseo de My Lady Carlisle en Hampton Court Garden.